# Ciechanów (gromada)
Ciechanów – dawna gromada, czyli najmniejsza jednostka podziału terytorialnego Polskiej Rzeczypospolitej Ludowej w latach 1954–1972.
Gromady, z gromadzkimi radami narodowymi (GRN) jako organami władzy najniższego stopnia na wsi, funkcjonowały od reformy reorganizującej administrację wiejską przeprowadzonej jesienią 1954 do momentu ich zniesienia z dniem 1 stycznia 1973, tym samym wypierając organizację gminną w latach 1954–1972.
Gromadę Ciechanów siedzibą GRN w mieście Ciechanowie (nie wchodzącym w jej skład) utworzono 1 stycznia 1958 w powiecie ciechanowskim w woj. warszawskim z obszaru zniesionych gromad Pęchcin i Kargoszyn. Dla gromady ustalono 27 członków gromadzkiej rady narodowej.
31 grudnia 1959 do gromady Ciechanów przyłączono obszar zniesionej gromady Ujazdówek w tymże powiecie.
31 grudnia 1961 z gromady Ciechanów wyłączono część obszaru wsi Gostkowo, włączając ją do miasta Ciechanów w tymże powiecie i województwie.
Gromada przetrwała do końca 1972 roku, czyli do kolejnej reformy gminnej. 1 stycznia 1973 w powiecie ciechanowskim utworzono gminę Ciechanów.